# Мрсич, Драгомир
Драгомир Мршич (серб. Dragomir Mršić; род. 2 октября 1969 года, Приедор, регион Приедор, Босния и Герцеговина, Югославия) — шведский актёр и продюсер сербского происхождения. Имеет прозвище Гаго (Gago).

## Биография
Драгомир Мршич ещё ребёнком переехал со своей семьёй в Швецию. Они поселились в районе Фиттия в коммуне Ботчюрка, где и рос Драгомир. В 1987 году 18-летний юноша стал чемпионом по тхэквондо.
В 1990 году Мршич вместе с Лиамом Норбергом и ещё несколькими людьми совершили ограбление банка. Впоследствии Драгомир был пойман и приговорён к трём с половиной годам лишения свободы. С 2000—2004 годы Мршич был тренером в Олимпийском комитете Швеции.
С 2004 года он работает тренером в тренажёрном зале «Extreme Training».

## Карьера
С 2006 года Драгомир начал карьеру в кино. Сыграв первую роль в фильме «Выход» (Exit), Мрсич принял участие в фильмах: «Шальные деньги», «Шальные деньги: Стокгольмский нуар» и «Грань будущего». В последнем из них он играл одну из главных ролей вместе с Томом Крузом.
Озвучил и стал прототипом внешности для персонажа Драган в игре Payday 2.

## Личная жизнь
В 1992 году Драгомир Мршич встретился с Изабель Алонсо, которая тоже является тренером. У них есть сын и дочь.

## Фильмография
| Год  |     | Русское название                   | Оригинальное название | Роль     |
| ---- | --- | ---------------------------------- | --------------------- | -------- |
| 2006 | ф   | Выход                              | Exit                  |          |
| 2007 | ф   | Гангстер                           | Gangster              | Драган   |
| 2007 | ф   | Лео                                | Leo                   | Гаго     |
| 2009 | с   | Валландер                          | Wallander             | Йован    |
| 2010 | ф   | Шальные деньги                     | Snabba cash           | Мрадо    |
| 2012 | ф   | Шальные деньги: Стокгольмский нуар | Snabba cash II        | Мрадо    |
| 2013 | ф   | Пересекая черту                    | Crossing Lines        | Стивен   |
| 2014 | ф   | Грань будущего                     | Edge of Tomorrow      | Кунц     |
| 2014 | кор | Алкоголизм                         | Dipsomania            | водитель |
| 2016 | ф   | Пылающие сердца                    | Jimmy Jones           | Драган   |